# فرودگاه تاوتانت
فرودگاه تاوتانت (به انگلیسی: Toutant Airport) یک فرودگاه همگانی باربری است که یک باند فرود آسفالت دارد و طول باند آن ۵۳۵ متر است. این فرودگاه در کشور ایالات متحده آمریکا قرار دارد و در ارتفاع ۲۳۵ متری از سطح دریا واقع شده است.